# Многорядник Брауна
Многоря́дник Бра́уна (лат. Polýstichum braunii) — папоротниковое многолетнее травянистое растение рода Многорядник (Polystichum) семейства Щитовниковые (Dryopteridaceae).

## Ботаническое описание
Многолетнее растение с часто зимующими листьями (вайями). Розетка отходит от косорастущего короткого толстого корневища. Вайи до 70 (100) см длиной, кожистые, блестящие, тёмно-зелёные, с обеих сторон покрытые волосками, оканчивающиеся длинными беловатыми щетинками, вдоль жилок и по стержню пластинки густо покрыты бурыми плёнками.
Листовая пластинка в очертании ланцетная, к основанию постепенно сильно суженная, перисторассечённая или дважды перисторассечённая, с коротким черешком. Сегменты первого порядка с максимальной длиной у середины. Базальные сегменты второго порядка (пёрышки) примерно равной длины, ромбовидно- или трапециевидно-округлые, неравнозубчатые; зубцы конечных долек изогнутые с мягким остриём.
Спорангии собраны в группы (сорусы), расположенные с нижней стороны листа по жилкам и прикреплённые к их середине; покрывальца сорусов округлые. Споры созревают в июле — августе.

## Распространение
Многорядник Брауна — равноспоровый папоротник с широким голарктическим распространением.
Произрастает в широколиственных и хвойных лесах по всей умеренной зоне Северного полушария. Общее распространение: Скандинавия, Средняя Европа, Атлантическая Европа, Восточная Европа, Кавказ, Европейская часть России, Урал, Западная и Восточная Сибирь, Дальний Восток, Япония, Китай, Корея, Северная Америка.
В России распространён в полосе хвойно-широколиственных лесов по всей территории, но везде редок.
Большие дизъюнкции в его ареале, редкая встречаемость в очень многих регионах заставляют относить его к редким видам. Внесён в Красную книгу Московской (), Ленинградской ( (недоступная ссылка)), Нижегородской, Калужской () областей, Пермского края (), Республики Татарстан, Сибири, города Москвы (), а также охраняется в Северной Америке.

## Экология
Произрастает во влажных, хвойно-широколиственных лесах по склонам берегов рек и оврагов.
Гигромезофит — как правило, поблизости должны быть выходы воды, но не выносит застойного увлажнения. Тенелюбивый, предпочитает участки, защищённые от ветра и солнца, с повышенной влажностью воздуха. Кальцефил, обычно приурочен к почвам, подстилаемым известняками. К богатству почв не требователен.

## Декоративное применение
Это один из красивейших видов папоротников. Используется для высадки в альпинариях, декорирования тенистых мест под пологом деревьев. Декоративные вайи могут быть использованы в аранжировках.
Размножается спорами или путём отделения от вершины корневища боковых побегов. Эту операцию возможно проводить весной, в начале мая. Легко вырастить в тени на умеренно увлажнённой, плодородной садовой почве с хорошим дренажем.
Для получения наибольшего декоративного эффекта многорядники Брауна высаживают на расстоянии 45 см друг от друга.
Зимостойкость высокая, укрытия на зиму не требуется.